# Mięsień zginacz krótki palca małego (ręka)

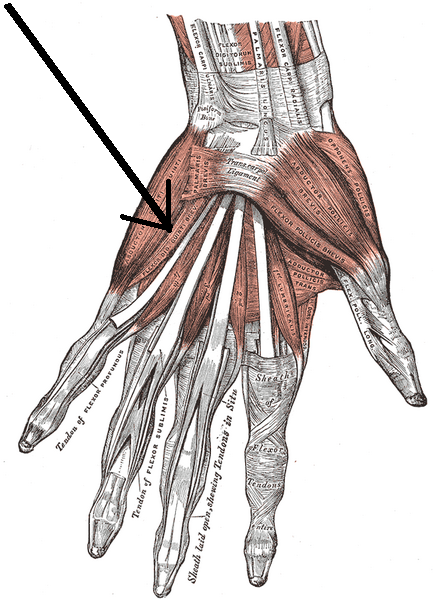
Mięsień zginacz krótki palca małego oznaczony strzałką

Mięsień zginacz krótki palca małego (łac. musculus flexor digiti minimi brevis) – w anatomii człowieka mięsień ręki położony w powierzchownej warstwie kłębika (kłębu palca V) po stronie promieniowej mięśnia odwodziciela palca małego. Przebiega od troczka zginaczy i haczyka kości haczykowatej nadgarstka do powierzchni dłoniowej podstawy paliczka bliższego palca małego.
Unaczyniony jest przez gałąź dłoniową głęboką od tętnicy łokciowej, a unerwiony przez gałąź głęboką nerwu łokciowego.
Mięsień ten zgina mały palec w stawie śródręczno-paliczkowym.